# Zimbor
Zimbor es una comuna ubicada en el distrito de Sălaj, Rumania.

## Superficie
Posee una superficie de 74,80 kilómetros cuadrados.

## Demografía
Hasta 2021 la población era de 938 habitantes, con una densidad de población de 12,54 habitantes por kilómetro cuadrado.